# Ala Pansiana
Die Ala Pansiana oder Ala Pansia (deutsch Ala des Pansa) war eine römische Auxiliareinheit. Sie ist durch eine Inschrift belegt.

## Namensbestandteile
- Pansiana oder Pansia: des Pansa. Die Einheit wurde vermutlich durch C. Vibius Pansa aufgestellt und nach ihm benannt. C. Vibius Pansa war zwischen 15 v. Chr. und 12 n. Chr. der Provinzgouverneur in Raetia.

Da es keine Hinweise auf den Namenszusatz milliaria (1000 Mann) gibt, war die Einheit eine Ala quingenaria. Die Sollstärke der Ala lag bei 480 Mann, bestehend aus 16 Turmae mit jeweils 30 Reitern.

## Geschichte
Der Grabstein des Acutus wurde in Oescus gefunden; deshalb war die Einheit wohl in der Provinz Moesia stationiert. Die Ala wurde wahrscheinlich in Germania oder Raetia aufgestellt. Da es keine Hinweise auf ihre spätere Existenz gibt, wurde sie entweder in der ersten Hälfte des 1. Jhd. vernichtet oder mit einer anderen Einheit zusammengelegt.

## Standorte
Standorte der Ala sind nicht bekannt.

## Angehörige der Ala
Ein Angehöriger der Ala, Ti(berius) Iulius Acutus, ein Duplicarius, ist durch die Inschrift (AE 1960, 127) bekannt.